# Eilema destriata
Eilema destriata là một loài bướm đêm thuộc phân họ Arctiinae, họ Erebidae.